# Elezioni europee del 1984 in Belgio
Le elezioni europee del 1984 in Belgio si sono tenute il 17 giugno.

## Risultati
| Liste  | Liste                                     | Gruppo      | Circoscrizione | Voti      | %     | Seggi |
| ------ | ----------------------------------------- | ----------- | -------------- | --------- | ----- | ----- |
|        | Partito Popolare Cristiano                | PPE         | Fiamminga      | 1.132.682 | 19,80 | 4     |
|        | Partito Socialista (fiammingo)            | 3 PSE, 1 NI | Fiamminga      | 979.702   | 17,12 | 4     |
|        | Partito Socialista                        | 4 PSE, 1 NI | Vallone        | 762.293   | 13,32 | 5     |
|        | Partito Riformatore Liberale              | LD          | Vallone        | 540.610   | 9,45  | 3     |
|        | Partito della Libertà e del Progresso     | LD          | Fiamminga      | 494.277   | 8,64  | 2     |
|        | Unione Popolare                           | ARC         | Fiamminga      | 484.494   | 8,47  | 2     |
|        | Partito Sociale Cristiano                 | PPE         | Vallone        | 436.108   | 7,62  | 2     |
|        | Agalev                                    | ARC         | Fiamminga      | 246.712   | 4,31  | 1     |
|        | Ecolo                                     | ARC         | Vallone        | 220.663   | 3,86  | 1     |
|        | Fronte Democratico dei Francofoni         | -           | Vallone        | 142.879   | 2,50  | -     |
|        | Blocco Fiammingo                          | -           | Fiamminga      | 73.174    | 1,28  | -     |
|        | Partito Comunista del Belgio (vallone)    | -           | Vallone        | 61.605    | 1,08  | -     |
|        | Présence Wallonne en Europe               | -           | Vallone        | 51.903    | 0,91  | -     |
|        | Partito del Lavoro del Belgio (fiammingo) | -           | Fiamminga      | 30.555    | 0,53  | -     |
|        | Partito Comunista del Belgio (fiammingo)  | -           | Fiamminga      | 25.774    | 0,45  | -     |
|        | Partito Operaio Socialista (fiammingo)    | -           | Fiamminga      | 14.910    | 0,26  | -     |
|        | Partito del Lavoro del Belgio (vallone)   | -           | Vallone        | 13.082    | 0,23  | -     |
|        | Partito Operaio Socialista (vallone)      | -           | Vallone        | 10.471    | 0,18  | -     |
| Totale | Totale                                    | Totale      | Totale         | 5.721.894 |       | 24    |